# Demangevelle
Demangevelle é uma comuna francesa na região administrativa de Borgonha-Franco-Condado, no departamento de Alto Sona. Estende-se por uma área de 14,62 km². Em 2010 a comuna tinha 283 habitantes (densidade: 19,4 hab./km²).